# عثمان باعثمان باعشن
عثمان بن علي باعثمان باعشن، رجل أعمال، ومن أعيان مدينة جدة، تولى رئاسة المجلس البلدي بمدينة جدة، و تولى رئاسة البلدية بالنيابة، واختاره الملك فيصل بن عبد العزيز آل سعود لرئاسة إدارة العين العزيزية فخريا، وأثرت العين في حين رئاسته إلى نمو مدينة جدة، عمرانيا، وصحيا، واقتصاديا.

## ولادته ونشأته
ولد في الرباط باعشن (دوعن) بحضرموت، وانتقل إلى مدينة جدة في عهد الدولة العثمانية، وهو في سن مبكّر ، ونشأة عند ذويه فدخل الكُتاب ، ثم تلقى تعليمه في مدرسة الرشدية، التي تعد أول مدرسة أنشئت في مدينة جدة، وتخرج منها، ثم تعلم أولويات التجارة.

## مسيرته العملية
بدا حياته العملية، بعد تخرجه في التجارة، ثم فتح مكتبا تجاريا في جدة، ثم التحق بشركة جلاتلي هنكي البريطانية بجدة، وظل بها مدة أربعين عاما. ثم تولى رئاسة المجلس البلدي، وتولى رئاسة البلدية بالنيابة بموجب النظام انذاك، ثم اختاره الملك فيصل بن عبد العزيز آل سعود لرئاسة إدارة العين العزيزية، فخريا.

## رئاسته لإدارة العين العزيزية

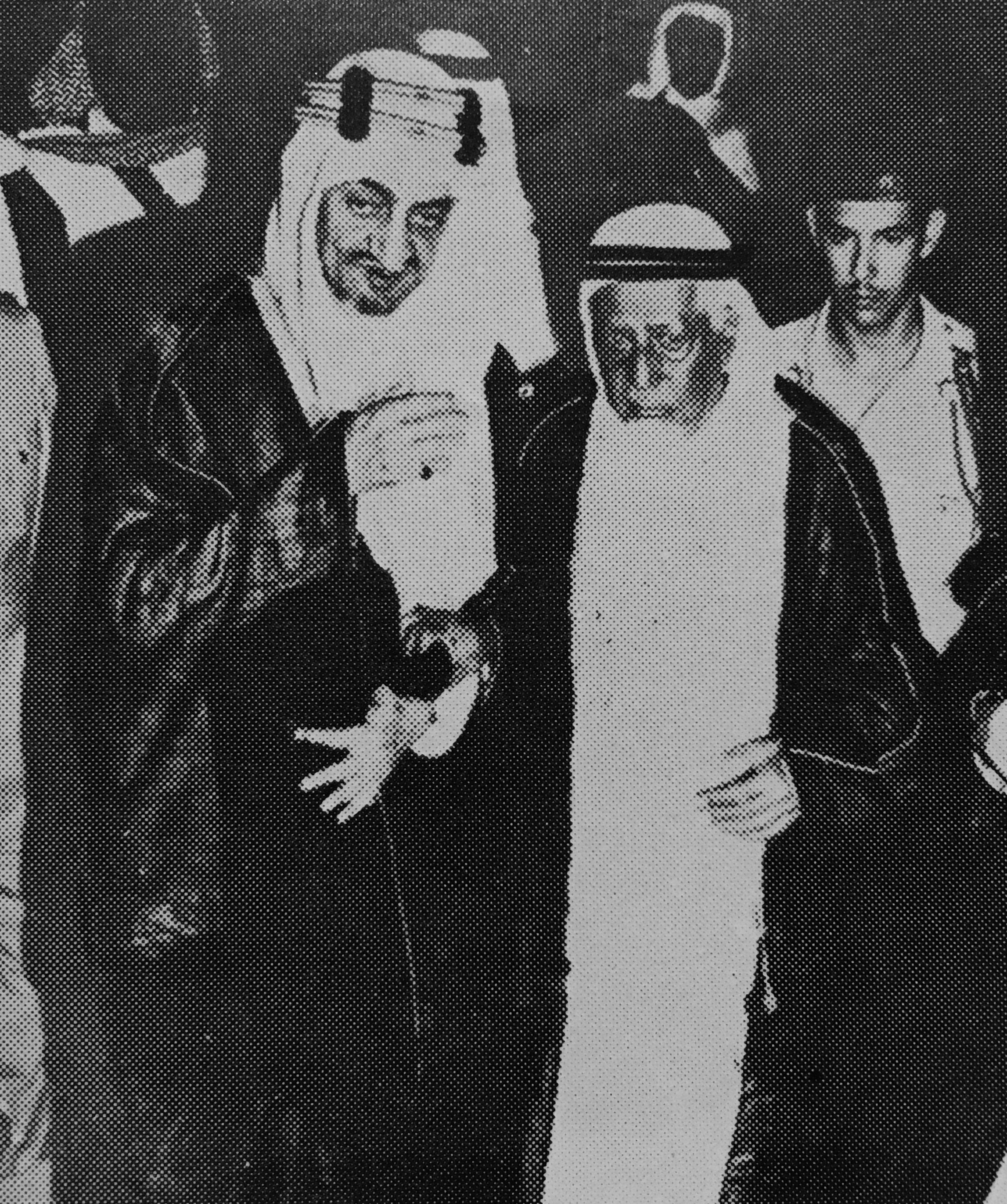
على اليمن الشيخ عثمان باعثمان باعشن رئيس مجلس إدارة العين العزيزية متحدثا مع الملك فيصل بن عبدالعزيز ال سعود

العين العزيزية هي هبة الملك عبد العزيز آل سعود لشعبه، وقد دعمها الملك فيصل بن عبد العزيز آل سعود حتى أدت مهمتها الحيوية على خير منوال، وكان لمجهودات رئيسها العام الشيخ عثمان باعثمان منذ نشأتها حتى وفاته.

## وفاته
توفي في شهر شوال عام 1387 هـ، الموافق شهر يناير عام 1968، في منزله بجدة، وتم دفنه في مقبرة أمنا حواء. وأعلنت مجلة دراسات الخليج والجزيرة العربية خبر وفاته.